# تاليا شاير
تاليا شاير (بالإنجليزية: Talia Shire)‏ هي ممثلة أمريكية ولدت في يوم 25 أبريل 1946 في مدينة نيويورك في الولايات المتحدة، أشتهرت بتمثيلها في سلسلة أفلام روكي مع سلفستر ستالون، كما مثلت دور كوني كورليوني في فيلم العراب.

## وصلات خارجية
- تاليا شاير على موقع IMDb (الإنجليزية)
- تاليا شاير على موقع ميتاكريتيك (الإنجليزية)
- تاليا شاير على موقع روتن توميتوز (الإنجليزية)
- تاليا شاير على موقع ألو سيني (الفرنسية)
- تاليا شاير على موقع تيرنر كلاسيك موفيز (الإنجليزية)
- تاليا شاير على موقع أول موفي (الإنجليزية)
- تاليا شاير على موقع قاعدة بيانات برودواي على الإنترنت (الإنجليزية)
- تاليا شاير على موقع قاعدة بيانات الأفلام السويدية (السويدية)
- تاليا شاير على موقع إن إن دي بي (الإنجليزية)
- تاليا شاير على موقع قاعدة بيانات الفيلم (الإنجليزية)

- تاليا شاير على موقع قاعدة بيانات الأفلام على الإنترنت